# ناحية دارتو
ناحية دارتو وهي إحدى النواحي التابعة لقضاء بنصلاوة في محافظة أربيل في العراق ويسكن حوالي عشرين الف نسمة فيه وهي ناحية كبيرة من حيث المساحة والسكان وأشهر مبانيه هي دائرته الصحية وقصر رئيس الجمهورية السابق جلال طالباني وهي ناحية ذات غالبية كردية ولكن بعد تهجير سكان سهل نينوى من مناطقهم سكنُ في دارتوو واغلبيتهم كانُ من الشبك ويوجد فيه المئات من العرب في الناحية وهي ناحية مشهورة بسوقها الشعبي الكبير.